# NGC 4280
NGC 4280 est constitué de trois étoiles situées dans la constellation de la Vierge. L'astronome américain Lewis Swift a enregistré la position de ces étoiles 6 mai 1886.